# Onthophagus sauteri
Onthophagus sauteri är en skalbaggsart som beskrevs av Gillet 1924. Onthophagus sauteri ingår i släktet Onthophagus och familjen bladhorningar. Inga underarter finns listade i Catalogue of Life.